# Estadio Jesús Martínez "Palillo"
El Estadio Jesús Martínez "Palillo" es un recinto deportivo multiusos que se encuentra ubicado en la Ciudad Deportiva Magdalena Mixhuca, en la Ciudad de México. El estadio cuenta con gradas con capacidad de 6,160 espectadores así como un palco presidencial. Lleva el nombre de su principal patrocinador financiero y diseñador arquitectónico, el actor cómico Jesús Martínez, más conocido como "Palillo". 

## Historia

### Contexto Histórico
El actor y comediante Jesús Martínez "Palillo"  desde 1934 a 1952 presentaba "Sketches" en carpas, centros nocturnos, y teatros donde criticaba al gobierno federal en turno por su tiranía y corrupción. Ernesto P. Uruchurtu fue regente del Distrifo Federal en ese momento, quién fue antagónico a Jesús Martínez "Palillo" clausurando los espacios donde el exponía su "show". En ocasiones 11 ocasiones se encarceló, golpeó y se mandó a balear Jesús Martínez “Palillo" de las cuales llegó a ser hospitalizado nueve veces.

### Expropiación e historia del Predio
La historia del predio donde actualmente está la Ciudad Deportiva Magdalena Mixhuca se remonta al México Prehispánico. El poblado fundado en este islote adoptó el nombre de Mixiuhcan. El poblado conservó el nombre indígena después de la conquista en 1521 y hasta el 1528, cuando se le solicitó a Hernán Cortés el posicionamiento de la imagen de Santa María Magdalena en la zona y cambió su nombre a Santa María Magdalena Mixhucan. En 1542 el primer virrey de Nueva España don Antonio de Mendoza y Pacheco amparó a los habitantes para que no fueran despojados de sus tierras. Durante "La República Restaurada" el poblado perdó las tierras y pasaron a la posesión de particulares por la "Ley de Desamortización de Bienes Civiles y Religiosos de 1856" 
En 1921, los habitantes de Santa María Magdalena Mixhucan exigieron al gobierno federal la devolución de los siete predios perdidos. El presidente de la república Álvaro Obregón concedió los terrenos al poblado.

### Génesis del Proyecto
Durante la época "Uruchurtista" dónde cerraban los cafés, teatros, y centros nocturnos dónde Jesús Martínez presentaba sus "sketches" criticando al gobierno, se  hizo una entrevista al reportero Hugo Cervantes por Elena Poniatowska en 1998. Durante esta se le preguntó: 
"¿Qué opina usted de Jesús Martínez “Palillo” de sus sátiras hacia la clase política mexicana? –Su respuesta fue rencorosa– Es un tipo asqueroso y un repugnante carpero. ¿Quién lo va a tomar en cuenta? Es de los que critican al gobierno y se la viven solamente criticando, sin aportar nada en beneficio de la gente."
Esta entrevista fue lo que impulsó a Jesús Martínez a idear un método de como aportar positivamente a la ciudad. A Jesús le importaba la juventud, su desarrollo libre de vicios como marihuana o alcohol, la misma juventud que jugaba futbol en las calles y que solía accidentarse sin recibir atención médica. Por lo que decidió comenzar la asociación deportiva llamada "Mutualidad Deportiva Nacional" el 3 de octubre de 1951 brindando servicios médicos a deportistas, ubicada en un local de San Juan, actualmente Eje Central Lázaro Cárdenas. Tras 7 años de funcionamiento, el gobierno federal promovió que el IMSS (Instituto Mexicano del Seguro Social) extendiera sus servicios a trabajadores por accidentes deportivos. Se tomó esta acción como estrategia preventiva para quitarle poder político a Jesús Martínez. Antes de la desaparición de la institución, Jesús Martínez propuso la construcción de una Ciudad Deportiva. El gobierno del entonces presidente Adolfo Ruiz Cortines tomó la idea y comenzó el proyecto sin incluir a Jesús Martínez ni a ningún miembro de la Mutualidad. Adicionalmente, Jesús Martínez Palillo construyó cuatro unidades deportivas ubicadas en cada puto cardinal del Distrito Federal, para que los ciudadanos no dependieran de una ciudad centralizada, evitando grandes desplazamientos a lugares lejanos.

### Inauguración
El estadio fue inaugurado en 1964 como parte del complejo de la Ciudad Deportiva de La Magdalena Mixiuhca, en sus inicios recibió el nombre de Estadio Municipal. En 1968 fue una de las sedes de los Juegos Olímpicos al albergar las competencias de Hockey sobre pasto.
En 1983 el recinto fue renombrado como Estadio Jesús Martínez "Palillo". El estadio ha tenido diversos usos a lo largo de su historia, especialmente para la realización de partidos de fútbol de categorías inferiores y amateur, fútbol americano, atletismo y otros eventos ajenos al mundo del deporte pero con cierto nivel de convocatoria.
|                       |
| Ubicación del Estadio |

## Características arquitectónicas
El predio dentro de la Ciudad Deportiva Magdalena Mixhuca tiene una extensión de 23,050m2. El aforo es de 6,160 espectadores. En las cabeceras de las gradas, se instalaron tribunas desmontables con capacidad de 1,200 espectadores. Inmediato al estadio, se cuenta con los servicios para los jugadores y deportistas, baños vestidores, cuartos de descanso y cafetería.

### Áreas
- Pista Sintética de Atletismo de 3 carriles (400 m).
- Campo central de pasto natural (Fútbol y lanzamientos).
- 3 fosas por Salto de Long/Triple.
- Jaula de Lanzamientos.
- Oficinas de Administración / Control.
- Sala de Prensa / Capacitación.
- Baños y Vestidores.
- Almacén.
- Área de Salto de Altura.
- Área de Salto de Pértiga.
- Recta sintética de calentamiento de 110 m.

## Usos

### Atletismo
La pista de atletismo cuenta con la certificación B de la Federación Internacional de Asociaciones de Atletismo. Es la única en la Ciudad de México con esta certificación para eventos de talla internacional. En 2014 fue remodelado y se invirtieron 25 millones de pesos. Además se cuenta con zonas para la práctica del salto de altura y el salto de pértiga. Ha sido sede de algunos eventos de atletismo. En 2014 fue la sede de las pruebas de este deporte en el marco del Festival Deportivo Panamericano en donde se realizaron 34 eventos que contaron con la participación de 270 atletas procedentes de 36 países del continente americano.

### Hockey sobre pasto
En los Juegos Olímpicos de 1968 el estadio fue designado para albergar a las competencias de Hockey sobre pasto, en ese periodo, el entonces llamado Estadio Municipal tuvo una capacidad para albergar a 6,160 espectadores, además de construirse un espacio adicional para otras 1,200 personas. Para este evento se acondicionó el campo de acuerdo a los lineamientos de la Federación Internacional de Hockey.

### Fútbol
En 2014 el estadio se convirtió en la sede del club Ángeles de la Ciudad, el cual formaba parte de la Tercera División de México, recinto en el que el equipo permaneció hasta 2016. En 2020 pasó a albergar los partidos como local del Atlético Capitalino, equipo que militaba en la Liga de Balompié Mexicano, además, funcionó como sede temporal de los equipos Industriales Naucalpan y Neza FC de la misma liga. Entre 2021 y 2023 fue la sede principal del equipo Leviatán Fútbol Club de la Serie A de la Segunda División de México, además del Club Deportivo Muxes de la Tercera División. Entre 2021 y 2022 fue la casa de los Guerreros de Xico de la Serie B.
Desde 2023 tres equipos de fútbol tienen este recinto como su sede principal, se trata de los clubes Neza y Proyecto RED de la Liga de Balompié Mexicano, además del Chilangos Fútbol Club que milita en la Serie B de la Segunda División.

### Fútbol americano
Entre 2016 y 2018 el inmueble se utilizó principalmente para partidos de fútbol americano siendo la casa de varios equipos de la Liga de Fútbol Americano Profesional; Condors, Mayas, Mexicas y Raptors. En 2022 los Mexicas regresaron a este recinto como único equipo de fútbol americano que ejerce como local en el estadio.

### Otros usos
Entre noviembre de 2018 y enero de 2019 el estadio fue utilizado como albergue para la caravana migrante que recorrió México.
Debido a la demanda de público del evento este recinto ha funcionado como una de las sedes del festival de música Vive Latino.